# Volontarie di Don Bosco
Le Volontarie di Don Bosco sono un istituto secolare femminile di diritto pontificio: le donne consacrate appartenenti all'istituto pospongono al loro nome la sigla V.D.B.

## Storia
L'istituto venne fondato a Torino il 20 maggio 1917 da Filippo Rinaldi (1856-1931), terzo successore di Giovanni Bosco come Rettore Maggiore della Società Salesiana: venne canonicamente eretto dal cardinale Michele Pellegrino, arcivescovo di Torino, con decreto del 31 gennaio 1971 e approvata dalla Santa Sede il 5 agosto 1978.
Il fondatore è stato beatificato da papa Giovanni Paolo II il 29 aprile del 1990.

## Attività e diffusione
I sodali dell'istituto, pur rimanendo nel secolo, partecipano allo stesso carisma dei Salesiani di Don Bosco: le volontarie sono 1219 e sono presenti nei cinque continenti.